# Institut Pasteur d'Iran
Pour les articles homonymes, voir IPI.
L'institut Pasteur d'Iran, IPI, ou PII, de l'anglais : Pasteur Institute of Iran, fondé à Téhéran en 1921 sous l'impulsion de Firouz Nosrat-ed-Dowleh III (en), alors ministre des affaires étrangères, et en partie grâce au don d'un terrain en 1924 par son père Abdol-Hossein Farmanfarma, est un laboratoire de recherche biomédicale iranien décentralisé.

## Objectifs et missions
Les missions de l'institut Pasteur d'Iran sont de supporter la recherche avancée et de développer des programmes innovants en sciences biomédicales fondamentales et appliquées, produire des spécialités biopharmaceutiques et des kits de diagnostic, avec une orientation particulière dans le domaine des maladies infectieuses. Il répond aux demandes sanitaires, scientifiques et spécialisées de la population régionale et tente d'établir des ponts entre la recherche appliquée et l'industrie.
Localement l'institut Pasteur est primordial pour le développement et la production de vaccins.

## Histoire
Les dirigeants perses, sans doute marqués par les œuvres de médecins européens tels que Johannes Schlimmer ou Joseph Désiré Tholozan, exprimèrent en 1919, à l'occasion d'une délégation à la Conférence de paix de Paris, auprès de l'Institut Pasteur le souhait de faire venir à Téhéran des enseignants et des spécialistes biomédicaux,.

## Structure et organisation
L'institut Pasteur d'Iran emploie 1,300 personnes au total, réparties en 28 services et cinq branches, dans diverses villes d'Iran, pour des domaines médicaux et pharmaceutiques spécifiques. Les employés comptent environ 50 PhD et 200 diplômés en sciences. L'institut produit 3,5 milliards de doses de vaccins divers.

## Travaux, recherches et résultats
Depuis sa fondation, l'institut Pasteur d'Iran est impliqué dans la formation des étudiants en médecine, notamment dans les années 1920 la bactériologie et l'hygiène par le Dr Joseph Mesnard,.